# Play Misty for Me
Play Misty for Me (br: Perversa Paixão / pt: Destinos nas Trevas) foi produzido em 1971. É o primeiro filme que traz Clint Eastwood como diretor de cinema. As músicas foram compostas por Dee Barton.
O título do filme veio da canção Misty de Erroll Garner.
De certa forma, é o mesmo tema de Atração Fatal (1987). Homem começa a ser perseguido por mulher psicótica com quem teve um rápido caso numa noite. Jessica Walter e Donna Mills co-estrelam.
Este suspense psicológico foi um sucesso crítico e financeiro, com Walter recebendo elogios por seu primeiro papel importante no cinema.

## Sinopse
Dave Garver é um disc jockey de rádio da KRML que transmite todas as noites a partir de um estúdio em Carmel-by-the-Sea, Califórnia, muitas vezes incorporando poesia em seu programa. Depois de trabalhar em seu bar favorito, jogando um jogo de tabuleiro sem sentido envolvendo rolhas e tampas de garrafa com o barman como companhia, ele atrai deliberadamente a atenção de uma mulher chamada Evelyn Draper. Dave a leva para casa, onde ela revela que sua presença no bar não foi acidental; foi ela quem o procurou depois de ouvir o bar mencionado em seu programa de rádio. Ele adivinha corretamente que ela é a chamadora recorrente que sempre solicita a canção de jazz "Misty". Os dois fazem sexo.
Um relacionamento casual começa entre Dave e Evelyn. Mas em pouco tempo, Evelyn começa a mostrar comportamento obsessivo. Ela aparece na casa de Dave sem ser convidada, o segue para o trabalho e pede que ele não a deixe em paz por um único minuto. A gota d'água chega quando Evelyn interrompe uma reunião de negócios, confundindo o companheiro de almoço de Dave com seu encontro.
Seus esforços para cortar gentilmente os laços com Evelyn a levam a tentar se matar em sua casa cortando os pulsos. Depois que Dave a rejeita novamente, Evelyn invade sua casa e sua governanta a encontra vandalizando seus pertences. Evelyn esfaqueia a governanta (que sobrevive, mas é levada ao hospital) e é posteriormente internada em um hospital psiquiátrico.
Durante o encarceramento de Evelyn, Dave reacende um relacionamento com sua ex-namorada, Tobie Williams. Alguns meses depois, Evelyn chama novamente o estúdio para solicitar "Misty". Ela diz a Dave que foi liberada do hospital psiquiátrico e está se mudando para o Havaí para um novo começo na vida. Ela então cita um poema de Edgar Allan Poe, "Annabel Lee". Naquela noite, enquanto Dave está dormindo, ela entra na casa dele e tenta matá-lo com uma faca grande. Ele acorda e a vê de pé sobre ele empunhando a faca, e quando ela grita e apunhala para baixo, ele se afasta da faca descendente (que mergulha no travesseiro) e cai no chão; Evelyn foge e ele entra em contato com a polícia.
Dave diz a Tobie sobre Evelyn e a aconselha a ficar longe dele até que a mulher seja pega. Para sua segurança, ela vai para casa. Lá, ela se encontra com uma garota que respondeu ao anúncio de uma colega de quarto: Evelyn, usando o pseudônimo Annabel. Tobie finalmente percebe que Annabel é Evelyn quando vê as novas cicatrizes nos pulsos de Evelyn, mas antes que Tobie possa escapar, Evelyn a leva como refém. Evelyn também mata McCallum, um detetive da polícia que veio procurar Tobie.
Dave faz a conexão entre a colega de quarto de Tobie e a citação de "Annabel Lee". Quando ele chama Tobie para avisá-la, Evelyn responde e diz que ela e Tobie estão esperando por ele. Dave muda de um show ao vivo para música gravada e corre para a casa, onde encontra Tobie amarrada e amordaçada. Evelyn o ataca com a faca de açougueiro, cortando Dave várias vezes. Ele dá um soco em Evelyn, derrubando-a pela janela, sobre uma grade, na costa rochosa abaixo, matando-a. Ele e Tobie saem de casa quando sua voz no programa de rádio leva à música "Misty".

## Elenco principal
- Clint Eastwood ... Dave Garver
- Jessica Walter ... Evelyn Draper
- Donna Mills ... Tobie Williams
- John Larch ... Sgt. McCallum
- Jack Ging ... Frank
- Irene Hervey ... Madge
- James McEachin ... Al Monte
- Clarice Taylor ... Birdie
- Donald Siegel ... Murphy

## Produção
Antes da morte do co-fundador da Malpaso Productions, Irving Leonard, ele e Eastwood discutiram um filme final, dando a Eastwood o controle artístico que ele desejava ao fazer sua estreia na direção. O filme foi Play Misty for Me.
O roteiro foi originalmente concebido por Jo Heims, uma ex-modelo e dançarina que se tornou secretária, e foi polido por Dean Riesner. A ideia de outro interesse amoroso, com uma namorada tímida, Tobie, adicionada à trama, foi uma sugestão de Sonia Chernus, uma editora que estava com Eastwood quando ele foi visto pela primeira vez no Rawhide.
O enredo foi originalmente ambientado em Los Angeles, mas por insistência de Eastwood, o filme foi filmado nos arredores mais confortáveis do atual Carmel-by-the-Sea, onde ele podia gravar cenas na estação de rádio local, bares e restaurantes, e casas de amigos.
As filmagens começaram em Monterey, Califórnia, em setembro de 1970, e, embora essa fosse a estreia de Eastwood como diretor de cinema, Don Siegel aguardou para ajudar e também teve um papel de ator como barman. Colaboradores frequentes de Siegel, como o diretor de fotografia Bruce Surtees, o editor Carl Pingitore e o compositor Dee Barton, faziam parte da equipe de filmagem.
Cenas adicionais foram filmadas no Monterey Jazz Festival, em setembro de 1970, com os grandes nomes do jazz Johnny Otis, Cannonball Adderley e o futuro fundador do Weather Report, Joe Zawinul. O comentarista menciona: "Esse foi o grupo Cannonball Adderley. Eles estão tocando no Monterey Jazz Festival com Duke Ellington, Woody Herman, Joe Williams e muitos outros. Agora vamos ouvir 'The Gator Creek Organization' e 'Feeling Fine'..."
The Sardine Factory ainda está no mesmo local do filme, nas ruas Prescott e Wave, a apenas um quarteirão da Cannery Row, em Monterey. A estação de rádio, KRML, era uma estação de jazz de verdade em Carmel, cujos estúdios foram realocados para o Eastwood Building em San Carlos e 5th, no mesmo prédio do Hog's Breath Inn (um restaurante de propriedade de Eastwood). Após um breve período sombrio em 2010, a estação de rádio voltou ao ar em 2011.
Os direitos da música "Misty" foram obtidos depois que Eastwood viu Erroll Garner se apresentar no Concord Music Festival em 1970. Eastwood também pagou US$2,000 pelo uso da música "The First Time Ever I Saw Your Face", de Roberta Flack. O planejamento meticuloso e a diretoria eficiente de Eastwood (que se tornaria uma de suas marcas registradas) permitiram que o filme ganhasse quase US$50,000 com o orçamento de US$1 milhão, e foi concluído quatro ou cinco dias antes do previsto.

## Recepção
Play Misty for Me estreou em outubro de 1971 no Festival Internacional de Cinema de São Francisco e foi amplamente lançado em novembro. Foi um sucesso financeiro, arrecadando US$10,6 milhões nas bilheterias contra um orçamento de US$950,000. Ele ganhou US$5,413,000 em aluguel doméstico.
O filme recebeu críticas positivas, com uma classificação "fresh" de 82% no Rotten Tomatoes, com base em 33 críticas. O consenso dos críticos do site diz: "Um thriller psicológico que calcula friamente que consegue assustar o público, mesmo que esteja apenas usando emoções de livros didáticos".
Em sua crítica do filme de 1971, Roger Ebert escreveu: "Play Misty for Me não é o igual artístico de Psycho, mas no negócio de reunir uma audiência na palma da mão e depois apertá-la com força, é supremo". Críticos como Jay Cocks da Time, Andrew Sarris no Village Voice e Archer Winsten no New York Post elogiaram as habilidades de direção de Eastwood e o filme, incluindo sua atuação nas cenas com Walter.

## Premiações
Jessica Walter foi nomeada no Globo de Ouro 1972 para melhor atriz em filme dramático, mas perdeu para Jane Fonda em Klute.
Play Misty for Me foi o número 26 na lista dos 30 momentos ainda mais assustadores do cinema do canal Bravo.

## Na cultura popular
No filme de Clint Eastwood, Dirty Harry, um acervo de cinema mostrando claramente o título de Play Misty for Me é visível no começo do filme como Insp. O detetive Harry Callahan está na hora do almoço antes do assalto a banco que abre o filme.
Em Keeping Up Appearances, Rose pede a Emmett para "play Misty for me" enquanto é arrastado para fora da igreja enquanto está sob a influência de tranquilizantes.